# ديفيد يب
ديفيد يب (بالإنجليزية: David Yip)‏ هو ممثل بريطاني، ولد في 4 يونيو 1951 في ليفربول في المملكة المتحدة.

## أعمال

### أفلام
- (1984) إنديانا جونز ومعبد الهلاك[4][5]
- (1985) نظرة إلى قتل[6][7][8]

## وصلات خارجية
- الموقع الرسمي
- ديفيد يب على موقع IMDb (الإنجليزية)
- ديفيد يب على موقع أول موفي (الإنجليزية)
- ديفيد يب على موقع قاعدة بيانات الأفلام السويدية (السويدية)
- ديفيد يب على موقع قاعدة بيانات الفيلم (الإنجليزية)
- ديفيد يب على موقع كينوبويسك (الروسية)